# Psychomyia minima
Psychomyia minima là một loài Trichoptera trong họ Psychomyiidae. Chúng phân bố ở miền Cổ bắc.